# Hu-Man
Hu-Man je francouzský sci-fi film z roku 1975, který režíroval Jérôme Laperrousaz. Snímek měl světovou premiéru 30. září 1975.

## Děj
Slavný herec (Terence Stamp hraje sám sebe), zničený smrtí své ženy, souhlasí s účastí na nebezpečném vědeckém experimentu, který ho má přenést do budoucnosti. Experiment probíhá v několika fázích: před televizními kamerami musí Terence riskovat svůj život a emocionální energie diváků mu následně umožní přesun do budoucnosti. Zážitek se musí odehrát před Mont-Saint-Michel.

## Obsazení
| Terence Stamp         | Terence   |
| Jeanne Moreau         | Sylvana   |
| Agnès Stevenin        | Viviane   |
| Frederik van Pallandt | Frederick |
| Franck Schwacke       | Franck    |
| Gabriella Rysted      | Gabriella |